# Climatic Change
Climatic Change ist eine monatlich erscheinende begutachtete wissenschaftliche Fachzeitschrift, die seit 1978 von Springer herausgegeben wird. Die Zielsetzung der Zeitschrift ist ein interdisziplinärer Austausch zu Klimafluktuationen und Klimawandel. Chefredakteure sind Michael Oppenheimer und Gary Yohe.
Der Impact Factor lag im Jahr 2016 bei 3,496, der fünfjährige Impact Factor bei 4,907. Damit lag die Zeitschrift beim zweijährigen Impact Factor auf Rang 53 von 229 Zeitschriften in der Kategorie Umweltwissenschaften und auf Platz 18 von 85 Zeitschriften in der Kategorie „Meteorologie und Atmosphärenwissenschaften“.